# Fegentri
La Fegentri est la Fédération Internationale des Gentlemen Riders et des Cavalières. Elle a été fondée en 1955. La Fegentri organise deux compétitions internationales, une compétition pour les gentlemen-riders (cavalier amateur) et une compétition pour les cavalières. La Fegentri permet à des cavaliers et cavalières amateur de disputer des compétitions à travers le monde. L'horloger Longines est, depuis 2014, partenaire officiel de cette fédération.

## Historique
Les membres fondateurs sont la France, l'Allemagne, l'Italie, la Suède et la Suisse, l'association a été créée en 1955. En effet cinq amis, notamment George Courtois, un grand propriétaire de chevaux de course français, et le Suisse Monsieur Andretto, vainqueur de la toute première compétition en 1955, ont décidé de créer cette association pour leur permettre de disputer des compétitions au-delà de leur pays respectif. Depuis, beaucoup de nations ont rejoint la Fegentri depuis 1955 et aujourd'hui elle se compose de 25 pays différents.

## Membres notables
- Baron Henry de Montesquieu, Président, France (1987-2001), Honorary President
- Nathalie Bélinguier, Présidente, France (2007-2017), Honorary President
- Thierry Lohest, Vice-Président, Belgique (2007-2017)
- Elie Hennau, Président, Belgique (2017- 2020)
- Gérard de Chevigny, Vice-Président, France (2017-2020)

## Palmarès
|      | Golden Spur (Gentleman-rider)      | Silver Spur (jumps)                | Silver Spur Gentleman-rider (flatraces) | Silver Spur Cavalière (flatraces) |
| ---- | ---------------------------------- | ---------------------------------- | --------------------------------------- | --------------------------------- |
| 2015 | Gonzalo Pineda Carmena (Espagne)   | Gonzague Cottreau (France)         | Gonzalo Pineda Carmena (Espagne)        | Joséphine Chini (Suède)           |
| 2014 | Maxime Denuault (France)           | Maxime Denuault (France)           | Maxime Denuault (France)                | Barbara Guenet (France)           |
| 2013 | Freddie Mitchel (Grande-Bretagne)  | Barbara Guenet (France)            | Freddie Mitchel (Grande-Bretagne)       | Jessica Marchialis (Italie)       |
| 2012 | Steven Crawford (Ireland)          | Steven Crawford (Ireland)          | Steven Crawford (Ireland)               | Berit Weber (Allemagne)           |
| 2011 | Edouard Monfort (France)           | Christopher Roberts (Suède)        | Patrick Deno (Belgique)                 | Tina Henriksson (Suède)           |
| 2010 | Florent Guy (France)               | Florent Guy (France)               | Florent Guy (France)                    | Tina Henriksson (Suède)           |
| 2009 | Marian Falk Weissmeier (Allemagne) | Marian Falk Weissmeier (Allemagne) | Florent Guy (France)                    | Nadine Gratz (Allemagne)          |
| 2008 | Donal MacAuley (Ireland)           | Donal MacAuley (Ireland)           | Paul-Henri de Quatrebarbes (France)     | Nadine Forde (Ireland)            |
| 2007 | Jason McKeown (Ireland)            | Jason McKeown (Ireland)            | David Ian Turner (Grande-Bretagne)      | Vanessa Rodebusch (Allemagne)     |
| 2006 | Mehdi Lesage (France)              | James P.O'Farrell (Ireland)        | Jan-Erik Neuroth (Norvège)              | Annika Källse (Suède)             |
| 2005 | Hendrik Engblom (Suède)            | Hendrik Engblom (Suède)            | Diego Sarabia (Espagne)                 | Irene Kohlweiss (Autriche)        |
| 2004 | Hendrik Engblom (Suède)            | Hendrik Engblom (Suède)            | Hendrik Engblom (Suède)                 | Blanche de Granvilliers (France)  |
| 2003 | Jean-Phi. Boisgontier (France)     | Hendrik Engblom (Suède)            | Jean-Phi. Boisgontier (France)          | Julia Will (Allemagne)            |
| 2002 | David Dunsdon (Grande-Bretagne)    | David Dunsdon (Grande-Bretagne)    | David Dunsdon (Grande-Bretagne)         | Ilara Saggiomo (Italie)           |
| 2001 | Matthias Keller (Allemagne)        | David Dunsdon (Grande-Bretagne)    | Matthias Keller (Allemagne)             | Isabelle Nicot (France)           |
| 2000 | Thierry Steeger (France)           | Thierry Steeger (France)           | Thierry Steeger (France)                | Nicole Renk (Suisse)              |